# Oblast de Tourgaï
1868–1920
Entités précédentes :
- Oblast des Kirghizes d’Orenbourg

Entités suivantes :
- Gouvernement de Tourgaï

L’oblast de Tourgaï (en russe : Тургайская область) est un oblast de l'Empire russe créé en 1868 au nord-est de la mer d'Aral avec pour centre administratif Orenbourg (situé en dehors de l’oblast par manque d’une ville répondant aux besoins de l’administration).

## Géographie
L’oblast de Tourgaï s’étend au nord-est de la mer d'Aral sur des terres anciennement sous le contrôle du Khanat kazakh (jusqu’au début du XVIIIe siècle).
Il est bordé au nord par le gouvernement d'Orenbourg, à l’ouest par l’oblast d'Ouralsk, à l’est par l’oblast d'Akmolinsk, au sud par la mer d'Aral et l’oblast du Syr-Daria.
De nos jours le territoire de l’oblast de Tourgaï correspond aux oblys de Kostanaï et Aktioubé (Kazakhstan).

## Subdivisions administratives
L'oblast est divisée en quatre ouiezds au début du xxe siècle : Aktioubinsk, Irgiz, Koustanaï et Tourgaï.

## Population
En 1897 la population de l’oblast s’élève à 453 416 habitants, dont 90,6 % de Kazakhs, 6,7 % de Russes et 1,0 % d’Ukrainiens.